# Черной, Фёдор Осипович
Фёдор Осипович (Иосифович) Черной (Чёрный) (1 января 1745 — 25 июля 1790) — русский геодезист, картограф и путешественник, академик РАН.

## Биография
Родился в 1745 году в семье разночинца. Выпускник Штурманской школы в Кронштадте, кроме того, дополнительно изучал астрономию в Академии наук. В 1768 году был отряжён в Сибирь в составе экспедиции И.И. Исленьева. В Сибири пробыл до 1771 года, побывал, в частности, в Тобольске и Якутске.
В дальнейшем объехал почти весь запад России, а также Валахию, для точного определения координат (широты и долготы) различных важных населённых пунктов, некоторые из которых (в частности, Измаил) в дальнейшем стали местами сражений следующей Русско-турецкой войны. По возвращении в Санкт-Петербург (около 1775 года), работал картографом в Географическом департаменте.
В 1785 году титулярный советник Черной был направлен в Крым и на Кавказ теперь уже в качестве полноправного руководителя экспедиции. К поручениям, аналогичным прежним, прибавился наказ проводить метеорологические наблюдения, трижды в день занося в особый журнал показания термометра и барометра. Экспедиция Чёрного въехала в Крым через Перекоп; из Еникале (Керчи) морем переправилась на Тамань, откуда двинулась на восток и достигла Моздока. За Моздоком поздней осенью того же года экспедиция была ограблена черкесами, оборудование расхищено, а соратник Чёрного, Карл Арнольди попал в плен к черкесам (он будет выкуплен только через семь лет). Черной вернулся в Петербург тяжело больным и в дальнейшем занимался, в основном, кабинетной работой.
Скончался Черной в 1790 году в Санкт-Петербурге, по одним данным, в звании адъюнкта, по другим — академика.
Географические карты, составленные и изданные Черным, сегодня рассматриваются, как библиографическая редкость.